# Cao Bảo Húc
Cao Bảo Húc (924–962), tự là Tỉnh Cung (省躬), là vị quân chủ thứ tư của vương triều Kinh Nam (960–962). Ông là con trai thứ mười một của Cao Tùng Hối và là em trai của Cao Bảo Dung.
Cao Bảo Húc là em cùng mẹ của Cao Bảo Dung. Từ thời vua cha Cao Tòng Hối trị vì, ông được bổ nhiệm làm thứ sử Hán châu. Do có năng lực cai trị, khi Cao Bảo Dung lên ngôi, ông được anh phong làm Nội ngoại chư quân sự, giao điều hành triều đình Kinh Nam. Năm 951, ông được phong làm Kiểm hiệu thái phó, Tiết độ phó sứ Kinh Nam.
Do có năng lực cai trị, Cao Bảo Húc rất được anh tín nhiệm. Năm 960, Cao Bảo Dung qua đời lúc con còn nhỏ, di chúc để Bảo Húc kế vị.
Tuy nhiên sau khi lên ngôi, Cao Bảo Húc lại chỉ hưởng thụ, ham nữ sắc và cho xây dựng nhiều công trình lớn khiến dân chúng khổ cực.
Không lâu sau, năm 962, Cao Bảo Húc ốm nặng qua đời, thọ 39 tuổi. Theo đề nghị của Lương Diên Tự, ông di chiếu lập con của Cao Bảo Dung là Cao Kế Xung kế vị.